# 장흥관산고등학교
장흥관산고등학교(長興冠山高等學校)는 대한민국 전라남도 장흥군 관산읍 옥당리에 있는 공립 고등학교이다.

## 학교 연혁
- 1974년 1월 5일 : 장흥관산고등학교 6학급 설립 인가
- 1974년 3월 8일 : 개교
- 2003년 9월 10일 : 9학급 편성 인가
- 2013년 3월 1일 : 6학급 편성 인가
- 2023년 2월 10일 : 제47회 졸업생 10명 배출(졸업생 총 5,764명)
- 2023년 9월 1일 : 제23대 이학로 교장 부임
- 2024년 3월 4일 : 1학년 13명 입학 특수 2학급, 총 5학급 편성

## 참고 자료
- 장흥관산고등학교 - 한국교육학술정보원 학교알리미